# Kolaje

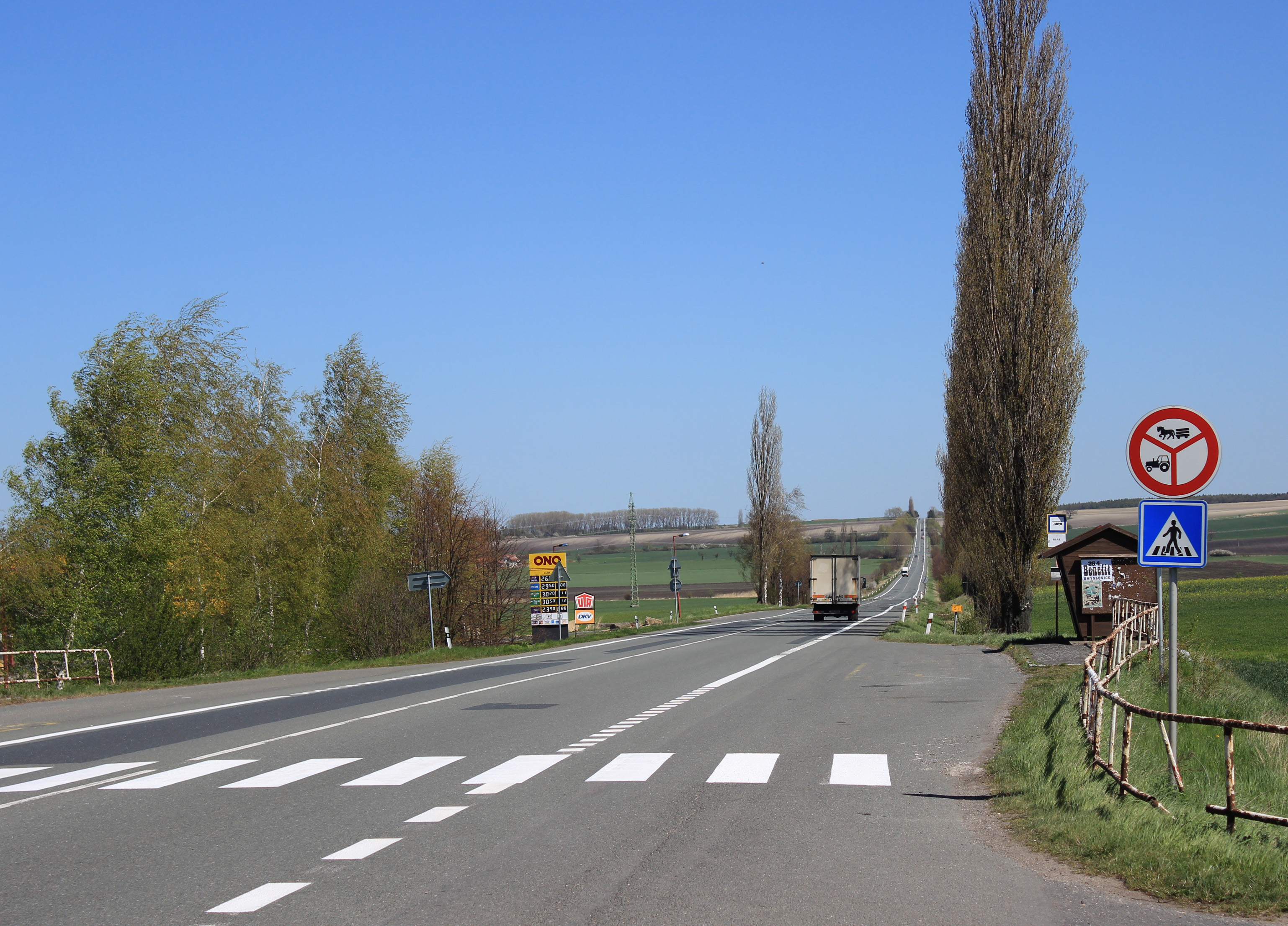
Die Hauptstraße

Kolaje (deutsch Hermannsdorf) ist eine Gemeinde in Tschechien. Sie liegt neun Kilometer östlich von Poděbrady und gehört zum Okres Nymburk.

## Geographie
Kolaje befindet sich auf der Ostböhmischen Tafel. Südwestlich erhebt sich der Oškobrh (Wolfsberg, 285 m) und im Osten der Höhenzug Na Hřebínku (Banberg, 271 m).
Nachbarorte sind Vrbice im Norden, Opočnice im Nordosten, Hradčany und Báň im Osten, Žehuň und Libněves im Südosten, Oškobrh im Süden, Opolany und Mlýnek im Südwesten, Kostelíček und Vlkov pod Oškobrhem im Westen sowie Srbce im Nordwesten.

## Geschichte
Im Jahre 1777 begann im Zuge der Raabisation die Wiederbesiedlung der Gegend am Oškobrh, der zu dieser Zeit als Vlkovský kopec/Wolfsberg bezeichnet wurde. Um den Berg entstanden die Dörfer Srbetz (Srbce), Wolfsberg, Lustdorf (Oškobrh) und Hermannsdorf.
Die als Straßendorf auf dem Weideland des erloschenen Dorfes Mastnice angelegte Ansiedlung Hermannsdorf erhielt ihren Namen vom k.k. Hofrat Johann Franz Hermann von Hermannsdorf, der in der Herrschaft Podiebrad als Kommissar für die Ablösung des Robots wirkte. Ursprünglich bestand Hermannsdorf aus 18 Familiantenwirtschaften mit jeweils 2 Hektar Wirtschaftsfläche. Die neun Holzhäuser wurden in zwei Reihen beiderseits der Dorfstraße angelegt. 12 der Familien waren Evangeliken aus Odřepsy und Vrbice.
In der Anfangszeit wurden neben Hermannsdorf und dem tschechischen Pendant Heřmanice auch Heřmanovice und Heřmandorf verwendet. Wegen der Lage des Dorfes an einem alten Handelsweg, der unter dem Oškobrh entlang von Prag nach Hradec Králové geführt hatte, erhielt der Ort im Volksmund die Bezeichnung „Na kolajích“ nach einem von dem Fuhrleuten gefürchteten und auf 150 m Breite zerfahrenen Serpentinenanstieg von Raczan zum Vlkovský kopec, an dem das Dorf lag. 1802 brannte das halbe Dorf nieder, danach erfolgte der Wiederaufbau aus weißen Steinen. Mit dem zwischen 1817 und 1826 erfolgten Bau der neuen Kaiserstraße von Chlumetz nach Podiebrad wurde der unpassierbare Wegeabschnitt beseitigt. Bis zum Ende des 19. Jahrhunderts besaßen sämtliche Häuser im Dorf Strohdächer.
Nach der Aufhebung der Patrimonialherrschaften bildete Heřmanovice/Hermannsdorf ab 1850 mit dem Ortsteil Raczan eine Gemeinde im Bezirk Poděbrady. Ab 1878 bildete Raczan eine eigene Gemeinde. Seit 1920 trägt die Gemeinde den Namen Kolaje. Zum 1. Januar 1961 kam Kolaje zum Okres Nymburk. Kolaje besteht heute aus 63 Häusern.

## Gemeindegliederung
Für die Gemeinde Kolaje sind keine Ortsteile ausgewiesen.

## Sehenswürdigkeiten
- Oškobrh, Aussichtspunkt und archäologische Fundstätte